# Ralf Suerland
Ralf Suerland (* 30. Mai 1950 in Castrop-Rauxel) ist Trainer und war Jockey im Galopprennsport.
Suerland gewann in 23 Jahren als Jockey 707 Rennen. Seine größten Erfolge waren der Sieg im Deutschen Derby in Hamburg 1976 auf Stuyvesant für Gestüt Schlenderhan und der Sieg im Preis von Europa mit Ebano für das Gestüt Fährhof 1977, als er in einem langen Finish On My Way mit Alfred Gibert im Sattel niederrang. Für einige Jahre war Ralf Suerland Stalljockey beim Meistertrainer Heinz Jentzsch.
Nach seiner Jockey-Laufbahn wurde er Trainer. Bis März 2007 leitete er einen Rennstall in Köln und erreichte 399 Siege. Nachdem er kurzfristig aufgehört hatte, kehrte er bereits ein paar Monate später wieder als Trainer zurück, diesmal allerdings auf Angestelltenbasis.
Seine größten Erfolge als Trainer feierte er mit Proudwings und Martillo, die beide auf der Meile zur europäischen Spitzenklasse gehörten.